# Alfred Kempe
Pour les articles homonymes, voir Kempe.
Alfred Bray Kempe (6 juillet 1849, Kensington, Londres – 21 avril 1922, Londres) est un mathématicien connu principalement pour son travail sur le théorème des quatre couleurs.

## Biographie
Kempe étudie au Trinity College de Cambridge, où Arthur Cayley est l'un de ses professeurs. 
En 1879, il publie une « preuve » du théorème des quatre couleurs, qui se révèle finalement fausse en 1890. Les concepts développés dans cette preuve n'en sont pas moins importants et ouvrent la route vers une preuve correcte.
Il travaille également dans le domaine de la cinématique. Il prouve notamment en 1875 le théorème qui porte son nom et qui affirme que toute courbe algébrique peut être tracée à l'aide d'un mécanisme faisant intervenir uniquement des tiges rigides articulées les unes avec les autres. Ce résultat répond à la généralisation d'un domaine de recherche actif au XIXe siècle en raison de ses applications industrielles : la conception de mécanisme à développement rectiligne.

Dispositif de Peaucellier-Lipkin : l'extrémité droite du losange a une trajectoire strictement rectiligne. Il réalise le théorème de Kempe pour le degré 1.